# Pilar Romang
María del Pilar Romang, née le 9 juillet 1992, est une joueuse argentine de hockey sur gazon.

## Carrière
Avec l'équipe d'Argentine féminine de hockey sur gazon, elle remporte la Ligue mondiale de hockey sur gazon féminin 2014-2015, la médaille d'argent des Jeux panaméricains de 2015 et le Champions Trophy en 2014 et en 2016.